# Mauro Cerutti
Mauro Ezequiel Cerutti (Mendoza, 29 marzo 1994) è un calciatore argentino, centrocampista dell'Heraclea.

## Caratteristiche tecniche
È un esterno sinistro.

## Carriera
Cresciuto nel settore giovanile dell'Independiente Rivadavia, ha esordito in prima squadra il 24 aprile 2014 disputando l'incontro di Copa Argentina perso 2-1 contro l'Almirante Brown. Nel 2018, dopo oltre 60 presenze fra campionato e coppe, è passato al Temperley.
Dopo aver giocato in Grecia e un breve ritorno in Argentina, firma per il Martina in Eccellenza, con cui ottiene la promozione in Serie D. Successivamente si trasferisce al Casarano, sempre in Serie D.